# Куцбах, Франц Карл
Франц Карл Куцбах (нем. Franz Karl Kutzbach; 19 марта 1875, Трир — 25 апреля 1942, Дрезден) — немецкий инженер-механик, профессор Дрезденского университета.

## Биография
Франц Карл Куцбах родился 19 марта 1875 года в Трире в купеческой семье: его братом был историк Фридрих Куцбах (Friedrich Albert Kutzbach, 1873—1942). В 1893 году Франц получил аттестат о среднем образовании в трирской гимназии «Friedrich-Wilhelm-Gymnasium», после чего, с 1893 по 1897, он изучал машиностроение в технических университетах Аахена и Берлина. В этот период Куцбах стал членом католических студенческих братств в Аахене и Берлине (Askania-Burgundia); позже он входил в дрезденское братство «Saxo-Lusatia».
После получения высшего образования Франц Куцбах начал работать ассистентом профессора Алоиса Ридлера (Alois Riedler, 1850—1936) в Техническом университете Берлина, где занимался поршневыми двигателями. С 1900 по 1913 год он работал специалистом по двигателям внутреннего сгорания в конструкторском бюро компании MAN. 1 октября 1913 года Дрезденский технический университет назначил Куцбаха полным профессором машиностроения. В период Первой мировой войны, в 1917 году, он был призван в армию: служил в авиамастерской в берлинском районе Адлерсхоф, а также — в исследовательском центре «Deutsche Versuchsanstalt für Luftfahrt». После окончания службы в декабре 1918 года Куцбах опубликовал свои эксперименты с авиадвигателями (1921).
В 1919 году Франц Куцбах стал директором технического отдела, основанного Рихардом Штрибеком в университете Дрездена: Куцбах продолжил заниматься зубчатыми передачами, в частности — планетарными передачами. В 1928 году Технический университет Ганновера наградил его почетной степенью. Из переписки Куцбаха с Людвигом Прандтлем следовало, что Куцбах уже в 1930 году занимался вопросами ракетной техники. 11 ноября 1933 года он был среди более 900 ученых и преподавателей немецких университетов и вузов, подписавших «Заявление профессоров о поддержке Адольфа Гитлера и национал-социалистического государства». Скончался 25 апреля 1942 года в Дрездене.

## Память
В 1961 году одно из здании Дрезденского университета получило имя Куцбаха: Kutzbach-Bau. C 1996 года здание стало носить имя Эвальда Заксенберга.

## Работы
- H. Dechamps, K. Kutzbach: Prüfung, Wertung und Weiterentwicklung von Flugmotoren. Berlin 1921.
- K. Kutzbach: Grundlagen und neuere Fortschritte der Zahnraderzeugung. Berlin 1925.